# پریت سیبول
پریت سیبول (انگلیسی: Priit Sibul؛ زادهٔ ۳۱ دسامبر ۱۹۷۷) سیاستمدار و نماینده مجلس اهل استونی است.